# Ici Isère
 (décembre 2017).
Ici Isère, anciennement France Bleu Isère, est l'une des stations de radio généralistes du réseau Ici de Radio France. Elle a pour zone de service le département de l'Isère et la vallée du Rhône. Elle a commencé à émettre le 16 décembre 1983.
Le 4 septembre 2000, les radios locales de Radio France sont réunies dans le réseau France Bleu qui fournit un programme commun national que reprennent les programmes locaux des stations en régions.

## Historique
France Bleu Isère, c'est la continuité de la présence de la radio publique dans les Alpes. Si les premières radios en France sont créées dans les années 1920 -comme Radio Lyon en 1924- il faut attendre 1927 pour qu'une radio publique "Radio Alpes" diffuse ses premières émissions. Après la Seconde Guerre mondiale, toute radio appartient au monopole d'État. Le développement des radios se fait surtout au niveau national avec notamment la création de Radio France et de ses principales stations, France Inter, France Culture et France Musique.
Il faut donc attendre 1983 pour que, dans le cadre de la politique de décentralisation déjà en marche à d'autres niveaux de la vie économique et politique, soit créée Radio Isère. Jusque-là, une radio locale gérée par la télévision régionale FR3 émettait quelques heures depuis La Tronche près de Grenoble en FM, sur le programmes de France Inter. D'ailleurs, le jour de l'inauguration, une "procession" accomplit un geste symbolique : journalistes et animateurs déménagent de la télé publique une cloche Pacard (fabriquée en Haute Savoie) et qui avait été installée dans les années 1930 dans l'ancêtre de la radio publique. Ce même rituel du déménagement de la cloche sera reproduit lors du changement de locaux en 2004, de la rue Étienne-Forest vers l'avenue Félix-Viallet.
Radio France Isère est la treizième radio départementale créée. Radio France dispose en 2018 d'un réseau de 44 radios locales. La station prend le nom de Radio France Isère dans le milieu des années 1980. Elle dispose aujourd'hui d'une forte notoriété dans sa zone de diffusion par ses programmes musicaux variés et sa couverture de l'information locale et du sport (hockey sur glace, rugby, football…)

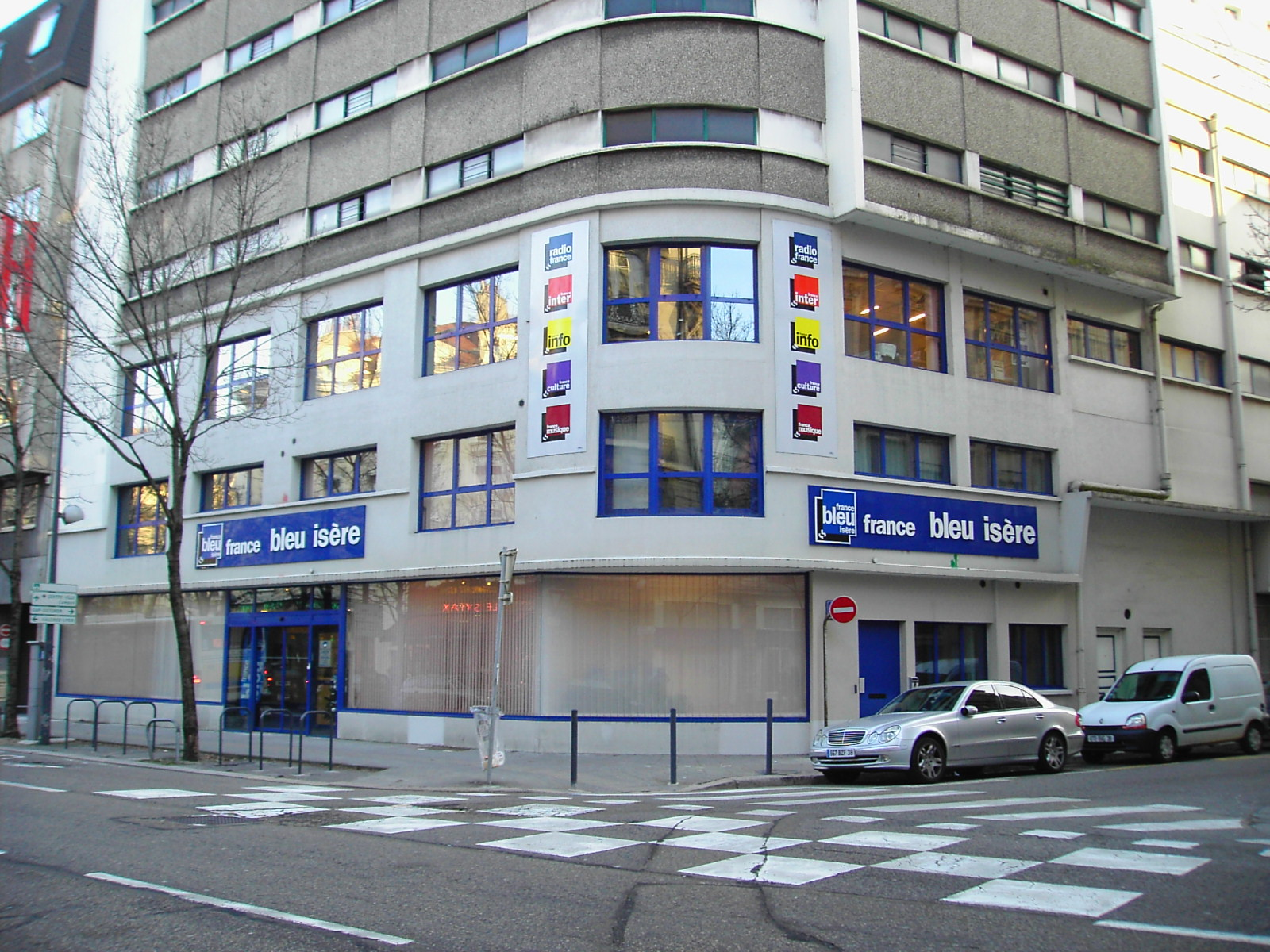
Locaux de France Bleu Isère.

Sur son fonctionnement, l'équipe d'une quarantaine de personnes, est la première dès 1997 à tester le concept de la radio locale intégrée[réf. nécessaire] (RLI). La bande magnétique est rapidement abandonnée au profit du montage et de la diffusion numérique.
France Bleu Isère abrite également depuis 2001 à Grenoble la délégation régionale de Radio France pour la région Rhône Alpes Bourgogne. Les stations de Grenoble, Chambéry-Annecy, Valence, Dijon et Auxerre peuvent ponctuellement mutualiser leurs moyens humains pour la couverture d'événements interdépartementaux comme le Critérium du Dauphiné libéré ou le festival Jazz à Vienne.
En septembre 2004, France Bleu Isère investit le musée dauphinois l'espace d'une soirée. L'équipe et ses invités fêtent les 20 ans de la radio en présence du PDG de Radio France Jean-Paul Cluzel. La chanteuse Nolwenn Leroy offre un concert privé[pertinence contestée].
En 2013, afin de fêter son trentième anniversaire, la radio organise un spectacle sous le chapiteau du cirque Arlette Gruss installé sur l'esplanade de la Porte de France.
Le 28 janvier 2019, les locaux de France Bleu Isère sont incendiés vers 2 h 30 du matin. L'origine criminelle du sinistre est avancée, puis est confirmée par la police, le rajoutant à la longue liste de la vague d'incendies criminels à Grenoble. Les fréquences de la radio sont récupérées dès le matin par France Bleu Pays de Savoie, qui retrace les évènements de la nuit. France 3 Alpes propose immédiatement d'héberger le personnel de la radio. Une émission spéciale peut ainsi avoir lieu dès 17 h 30, avec de nombreuses réactions de personnalités au téléphone, dont le ministre de la Culture Franck Riester. L'attaque est par la suite revendiquée sur un blog anarcho-libertaire.
Le 11 juillet 2019, les équipes de France Bleu Isère quittent les locaux de France 3, à La Tronche. La station locale est alors installée dans des locaux “temporaires” au sein d'un bâtiment de la région Auvergne-Rhône Alpes, partagé avec la chaîne locale Télégrenoble. Le 7 décembre 2021, l'ensemble du personnel de la radio rejoint ses locaux rénovés de l'avenue Félix-Viallet.

## Diffusion
La modulation de fréquence permet à France Bleu Isère de diffuser ses programmes à partir d'un certain nombre d'émetteurs situés dans l'Isère, la Loire et la Savoie :

### Dans l'Isère
- Allevard
- Alpe d'Huez (Huez)
- Alpe d'Huez
- Autrans
- Bourgoin-Jallieu (Ruy)
- Grenoble
- Grenoble Ville (Seyssinet-Pariset)
- La Mure (Saint-Sébastien)
- Les Deux Alpes (station touristique) (Venosc)
- Monestier-de-Clermont (Gresse-en-Vercors)
- Saint-Pierre-d'Entremont
- Theys
- Valbonnais (Saint-Michel-en-Beaumont)
- Villard-de-Lans
- Voiron (Montaud)

### Dans le Rhône
- Lyon (Doizieux)

### Dans la Savoie
- Saint-Laurent-du-Pont (Saint-Pierre-de-Genebroz)
- Chambéry (La Tour-du-Pin)